# Movement Coordination Centre Europe
Il Movement Coordination Center Europe (MCCE) nasce da un accordo tra vari governi, per la maggior parte europei, allo scopo di razionalizzare le risorse logistiche militari in merito al trasporto aereo, marittimo, terrestre ed al rifornimento in volo.
Obiettivo principale del MCCE è quello di far sì che mezzi terrestri, aerei e navali destinati al movimento strategico e/o tattico-militare o al rifornimento in volo vengano razionalizzati e, per quanto possibile, condivisi tra le varie forze armate partecipanti abbattendo i costi ed aumentandone l'efficienza. Il ruolo di MCCE è fondamentalmente di "Coordination Authority", sulla base della volontà delle Nazioni di cooperare tra loro, mettendo a disposizione capacità residuali altrimenti non utilizzate, o supportando le Nazioni Partecipanti quando richiesto.
Il centro internazionale è ospitato presso la base aerea militare di Eindhoven, nei Paesi Bassi.
L'MCCE è governato da due organismi: La "Steering Board" e la "Working Board". Le decisioni vengono prese tramite consenso unanime nelle due board, ove ogni Nazione è rappresentata tramite un delegato con diritto di voto.
L'MCCE non è una organizzazione NATO, o EU. Ogni Nazione che volesse farne parte può diventarne membro, se accettate dalle altre tramite consenso unanime.
Partecipano all'accordo MCCE le seguenti nazioni:
Australia, Austria, Belgio, Bulgaria, Canada, Croazia, Danimarca, Estonia, Finlandia, Francia, Germania, Italia, Lettonia, Lituania, Lussemburgo, Norvegia, Nuova Zelanda, Paesi Bassi, Polonia, Portogallo, Regno Unito, Repubblica Ceca, Romania, Slovacchia, Slovenia, Spagna, Stati Uniti d'America, Svezia, Turchia, Ungheria.